# Malaisius yunnanus
Malaisius yunnanus är en skalbaggsart som beskrevs av Moser 1908. Malaisius yunnanus ingår i släktet Malaisius och familjen Melolonthidae. Inga underarter finns listade i Catalogue of Life.